# Макмиллан, Дэвид
Сэр Дэвид Макмиллан (David William Cross MacMillan; род. 16 марта 1968, Белсхилл, Шотландия) — британско-американский химик-органик, специалист по органическому синтезу, пионер в области асимметрического органического катализа, а также фоторедокс катализа.
Заслуженный Университетский профессор Принстонского университета, член Лондонского королевского общества (2012) и Национальной АН США (2018), член-корр. Эдинбургского королевского общества (2013).

## Биография
Окончил Университет Глазго (бакалавр химии, 1991). Докторские исследования проводил под началом профессора Larry E. Overman в Калифорнийском университете в Ирвайне (с 1990) и являлся постдоком у профессора David A. Evans в Гарвардском университете (с 1996).
Собственную карьеру начал в 1998 году в Калифорнийском университете в Беркли. В 2000 году перешёл в Калифорнийский технологический институт, с 2004 года — именной профессор (Earle C. Anthony Professor) химии. С 2006 года — именной профессор (A. Barton Hepburn Professor) на кафедре химии Принстонского университета, в 2010—2015 гг. заведовал этой кафедрой, ныне именной заслуженный университетский профессор химии (James S. McDonnell Distinguished University Professor of Chemistry).
Был научным консультантом компаний Мерк и Ко, Amgen, Biogen Biopharma, Abbvie Research Laboratories, Johnson & Johnson Pharmaceuticals, UCB-Celtech, Constellation Pharmaceuticals, Gilead Research Laboratories, членом научных консультативных советов компаний Firmenich (Швейцария) и Kadmon Pharmaceuticals (США). Соучредитель компаний Chiromics LLC.
С 2009 по 2014 год занимал пост главным редактором журнала Chemical Science.
Член Американской академии искусств и наук с 2012 года.

## Награды и отличия
- Стипендия Слоуна одноимённого фонда (2002)[10]
- Corday-Morgan Prize[англ.], Королевское химическое общество (2004)
- Elias J. Corey Award, Американское химическое общество (2005)
- Thieme-IUPAC Prize in Synthetic Organic Chemistry (2006)
- Arthur C. Cope Scholar Award, Американское химическое общество (2007)
- Mukaiyama Prize, японское Society of Synthetic Organic Chemistry (SSOCJ) (2007)
- Katritzky Junior Award, International Society for Heterocyclic Chemistry (ISHC) (2007)[11]
- Mitsui Chemicals Catalysis Award (2011)[12]
- Award for Creative Work in Synthetic Organic Chemistry, Американское химическое общество (2011)
- Catalysis in Organic Chemistry Award, Королевское химическое общество (2012)[13]
- Award for Creativity in Molecular Design and Synthesis, секция Нью-Джерси Американского химического общества (2014)[14]
- Harrison Howe Award, Рочестерская секция Американского химического общества (2015)
- Ernst Schering Prize[англ.] одноимённого фонда (2015)[15]
- Cliff S. Hamilton Award in Molecular Sciences, Университет Небраски-Линкольна (2015)[16]
- Tischler Award, Гарвардский университет (2016)
- G.M. Kosolapoff Award, Обернская секция Американского химического общества (2016)
- Janssen Pharmaceutical Prize, Бельгия (2016)[9]
- Edward Mack, Jr. Lecture, Университет штата Огайо (2017)
- Ryoji Noyori Prize[англ.], японское Society of Synthetic Organic Chemistry (SSOCJ) (2017)
- Gabor A. Somorjai Award for Creative Research in Catalysis, Американское химическое общество (2018)[17]
- Премия столетия Королевского химического общества (2019)
- Нобелевская премия по химии (2021)